# Stade de Bežigrad
 (avril 2025).
Si vous disposez d'ouvrages ou d'articles de référence ou si vous connaissez des sites web de qualité traitant du thème abordé ici, merci de compléter l'article en donnant les références utiles à sa vérifiabilité et en les liant à la section « Notes et références ».
Le stade de Bezigrad (en slovène : Stadion Bežigrad), également connu sous le nom de stade central, est un stade polyvalent à Ljubljana, en Slovénie. C'est le plus ancien stade de Ljubljana. Le stade est fermé depuis 2008.
La construction du stade Bežigrad pour l'association sportive catholique pour jeunes Orel a commencé en 1925. Il a été conçu par l'architecte Jože Plečnik. Il tire son nom du quartier de Bežigrad à Ljubljana, où il se trouve.
Le stade de Bežigrad était principalement utilisé pour les matches de football et était le siège du club de football NK Olimpija Ljubljana jusqu'à la dissolution du club en 2005. Le nouveau club, NK Bežigrad, a joué au stade entre 2005 et 2007.